# أدونيسية زرقاء
```
الأدونيسيَّة الزرقاء
 
(
الاسم العلمي
: 
Lysandra bellargus
)
، 
نوع
 من 
الفراشات
 التي تنتمي إلى 
فصيلة
 
النحاسية
. توجد في 
المنقطة القطبية الشمالية القديمة
 (
أوروبا الغربية
، 
أوروبا الوسطى
، 
جنوب أوروبا
، جنوب 
روسيا
، 
العراق
، 
إيران
، 
القوقاز
، 
القوقاز
، 
تركيا
).
```